# Ли Ён (футболист, 1986)
Ли Ён (кор. 이용, 24 декабря 1986, Сеул) — корейский футболист, крайний защитник корейского клуба «Чонбук Хёндэ Моторс» и сборной Республики Корея.

## Клубная карьера
Ли начал играть в футбол в команде Университета Чунан. Он начал играть за молодёжную команду «Ульсан Хёндэ» в 2010 году и в том же году был переведён в первую команду клуба. 27 марта Ли дебютировал за клуб в матче чемпионата против «Инчхон Юнайтед» (2:1).. В 2012 году он выиграл Лигу чемпионов АФК, в финале «Ульсан Хёндэ» нанёс поражение «Аль-Ахли» со счётом 3:0. Свой первый гол в лиге защитник забил 16 июля 2013 года, когда его команда выиграла со счётом 4:0 у «Чеджу Юнайтед». По итогам сезона 2013 года был включён в символическую сборную чемпионата.
С 2015 по 2016 год Ли играл в аренде за «Санджу Санму» в рамках прохождения военной службы. 14 сентября 2016 года он вернулся в «Ульсан» после окончания службы. После этого в начале 2017 года перешёл в «Чонбук Хёндэ Моторс», с которым в том же году выиграл чемпионат.

## Карьера в сборной
Ли дебютировал за сборную Республики Корея по футболу 24 июля 2013 года в матче Кубка Восточной Азии по футболу 2013 против Китая, закончившемся со счётом 0:0. Ли отыграл на поле все 90 минут. 5 мая 2014 года было объявлено, что Ли вошёл в заявку сборной на чемпионат мира в Бразилии. На турнире он сыграл во всех трёх матчах против России, Алжира и Бельгии. Также Ли вошёл в заявку сборной на чемпионат мира 2018 года в России. Сборная Республики Корея покинула турнир на стадии группового этапа, проиграв Швеции (0:1) и Мексике (1:2), но обыграв в последнем матче со счётом 2:0 действующего чемпиона мира, сборную Германии. Ли отыграл все матчи группового этапа, выходя на поле в стартовом составе.

## Клубная статистика
| Выступление      | Выступление         | Выступление      | Лига | Лига | Кубок | Кубок | Кубок лиги | Кубок лиги | Континентальные | Континентальные | Итого | Итого |
| Сезон            | Клуб                | Лига             | Игры | Голы | Игры  | Голы  | Игры       | Голы       | Игры            | Голы            | Игры  | Голы  |
| ---------------- | ------------------- | ---------------- | ---- | ---- | ----- | ----- | ---------- | ---------- | --------------- | --------------- | ----- | ----- |
| 2010             | Ульсан Хёндэ        | Кей-лига         | 20   | 0    | 2     | 0     | 5          | 0          | —               | —               | 27    | 0     |
| 2011             | Ульсан Хёндэ        | Кей-лига         | 22   | 0    | 4     | 0     | 6          | 0          | —               | —               | 32    | 0     |
| 2012             | Ульсан Хёндэ        | Кей-лига         | 22   | 0    | 2     | 0     | —          | —          | 10              | 1               | 34    | 1     |
| 2013             | Ульсан Хёндэ        | Кей-лига         | 37   | 1    | 2     | 0     | —          | —          | —               | —               | 39    | 1     |
| 2014             | Ульсан Хёндэ        | Кей-лига         | 31   | 0    | 1     | 0     | —          | —          | 5               | 0               | 37    | 0     |
| 2015             | Санджу Санму        | Кей-лига 2       | 33   | 0    | 0     | 0     | —          | —          | —               | —               | 33    | 0     |
| 2016             | Санджу Санму        | Кей-лига         | 23   | 2    | 0     | 0     | —          | —          | —               | —               | 23    | 2     |
| 2016             | Ульсан Хёндэ        | Кей-лига         | 1    | 0    | 0     | 0     | —          | —          | —               | —               | 1     | 0     |
| 2017             | Чонбук Хёндэ Моторс | Кей-лига         | 8    | 0    | 1     | 0     | —          | —          | —               | —               | 9     | 0     |
| 2018             | Чонбук Хёндэ Моторс | Кей-лига         | 32   | 0    | 1     | 0     | —          | —          | 9               | 0               | 42    | 0     |
| Итого            | Республика Корея    | Республика Корея | 229  | 3    | 13    | 0     | 11         | 0          | 24              | 1               | 277   | 4     |
| Итого за карьеру | Итого за карьеру    | Итого за карьеру | 229  | 3    | 13    | 0     | 11         | 0          | 24              | 1               | 277   | 4     |

## Достижения
Командные
 Ульсан Хёндэ
- Обладатель Кубка корейской лиги: 2011
- Победитель Лиги чемпионов АФК: 2012

 Санджу Санму
- Победитель Кей-лиги Челлендж: 2015

 Чонбук Хёндэ Моторс
- Чемпион Республики Корея (2): 2017, 2018

Личные
- Вошёл в состав символической сборной чемпионата Республики Корея (2): 2013, 2018
- Вошёл в состав символической сборной Кей-лиги Челлендж: 2015